# Estefanía Matesanz Romero
Estefanía Matesanz Romero (Madrid, 1980) es una ingeniera aeronáutica española, fue la primera mujer que ejerció como decana del Colegio Oficial de Ingenieros Aeronáuticos de España, así como la más joven en acceder a ese cargo.

## Trayectoria
Ingeniera aeronáutica por la Universidad Politécnica de Madrid, es responsable del área de Ingeniería de Producción/Oficina Técnica de MRO y de Aeronavegabilidad Continuada en Airbus Helicopters, responsable de Aviation Safety Board y Renovadora de Certificados de Aeronavegabilidad de la flota de helicópteros del Ejército de Tierra.
Anteriormente fue auditora del Departamento de Calidad de Pullmantur Air, responsable de flota en el Departamento de Ingeniería de Swiftair, representante técnico en la Dirección Técnica de Swiftair, responsable de diseño eléctrico en Crespo y Blasco y jefa de Producción en Bruesa Construcción, en el aeropuerto de Madrid-Barajas.
Fue también presidenta de la Asociación de Ingenieros Aeronáuticos de España, miembro del Consejo de Representantes y de la Junta Directora del Instituto de Ingeniería de España, miembro de la Junta Directora de la Unión Profesional de Colegios de Ingenieros y representante en el Comité de Expertos de Seguridad de la Agencia Estatal de Seguridad Aérea.
En 2017 fue galardonada con el premio “Mujer a Seguir 2017”, en la categoría de Ciencia y Tecnología.